# Les Divagations de monsieur Sait-Tout
Les Divagations de M. Sait-Tout est une bande dessinée humoristique créée par Martial et René Goscinny parue dans Pilote entre 1961 et 1965. Elle se compose de 9 récits complets totalisant 50 planches.

## Contexte
S’il n’est pas présent dans le premier numéro de Pilote, Martial a néanmoins été associé au projet. Goscinny et Martial se connaissent depuis le début des années 50. Ils ont déjà travaillé ensemble sur Sylvie et Alain et Christine pour la World Press. 
L’une des caractéristiques de Pilote à l’’époque est d’offrir davantage de récits complets dans ses pages que ses concurrents. Mieux encore quand Tintin ou Spirou offrent des récits complets ceux-ci sont de 4 pages tandis que Pilote peut proposer jusqu’à 8 planches, d’où des histoires plus étoffées et mieux construites. Enfin, le plus souvent ces récits complets sont chez Tintin et Spirou des anecdotes historiques tels les récits d’Yves Duval où les fameuses histoires d’Oncle Paul.
Pilote ne délaisse pas l’aspect historique et va d’ailleurs régulièrement proposer un équivalent, à ceci près qu’il ne s’agit pas de BD mais de textes sous des vignettes. Dès le départ Pilote fait le choix d’avoir majoritairement des récits complets de pur amusement. Bien qu’un décompte précis n’ait pas encore été fait les bandes humoristiques composent plus des 2/3 de ces histoires.

## Intérêt de la série
Bien qu’il s’en soit officiellement défendu, Les Divagations de M. Sait-Tout furent une parodie des Belles Histoires de l'oncle Paul et surtout un excellent prétexte pour Goscinny de faire des jeux de mots. La chose nous parait évidente aujourd’hui grâce à Iznogoud mais à l’époque, le fameux vizir n’existait pas encore. Il sera créé un an plus tard (1962) pour Record.
Comme pour l’épopée bagdadie le nom des personnages baigne dans l’à-peu-près et le calembour : un cuisinier chinois est nommé Tchao Tchao, un Aztèque Talaquétzaouti, le fourbe Pericoloso Coryza et le bon Andante Manontropo, lady Pomfryth, etc.
Mais cet humour ne se limite pas aux noms des personnages ainsi tel viking s’exclame :
« Je suis tombé par terre, par Thor ! »
Ce qui caractérise cette BD, outre ses jeux de mots, est l’anachronisme voulu. Ainsi à titre d’exemple un seigneur médiéval juché sur son cheval s’adresse à un paysan :
« Quel champ puis-je piétiner aujourd’hui, Mathieu ?
- Allez piétiner les betteraves, sire. Il y a surproduction. Ça risque de faire baisser les prix. »
On découvre des scènes qui seront reprises ou amplifiées par la suite dans d’autres réalisations de Goscinny. Les Anglais qui font par exemple un pause pour le 5 o’clock préfigurent les Bretons d’Astérix.
Bref, on le voit, ces divagations furent un laboratoire, un essai, brillant au demeurant, pour de futures œuvres.
Le succès d’Astérix fit que Dargaud en profita pour éditer enfin ces aventures en 1974. Martial écrivit alors à Goscinny en lui demandant de reprendre cette série lequel lui répondit qu’il en serait enchanté. Mais la maladie de l’épouse de Goscinny empêcha l’auteur de donner une suite immédiate à cette requête puis la mort de l’humoriste en 1977 mit un terme définitif à cette volonté.

## Thème
Chaque histoire débute avec l’image de M. Sait-Tout, chauve à lunettes avec une barbe blanche, qui se propose de livrer une brillante anecdote à la suite d'une lecture dans un docte ouvrage. Au fil des histoires l’ouvrage savant s’avère être un annuaire des postes, un livre de coloriage, un catalogue, etc. Chaque fin d’histoire se termine invariablement par un personnage qui invite le professeur à une douche glacée, à enfiler une camisole, etc.

## Publications

### Pilote
Il est à noter que ces histoires étaient sans titre lors de leur parution dans Pilote. Les titres qui suivent ont donc été données pour l’édition en album.
- no 105 (1961) Robinet des Bois - 5 planches
- no 112 (1961) Les Deux Mousquetaires - 5 planches
- no 118 (1962) Le Tricot de l’Empereur - 4 planches
- no 133 (1962) L’Affaire des contrepoisons - 8 planches
- no 144 (1962) Eskif, le frêle - 8 planches
- no 157 (1962) La Route des épices - 8 planches

À noter que l’un des personnages, coureur de son état, s’appelle Zatoplect, allusion à Emil Zátopek, dans la version Pilote et qu’il devient dans l’album Edimeclt, pour Eddy Merckx évidemment. Goscinny a dû juger que son nouveau lectorat ignorerait tout des exploits vieux alors de plus de 20 ans du quadruple médaillé d’or tandis que ceux de Merckx étaient encore d’actualité.
- no 169 (1963) Entracte (une histoire d’esquimaux) - 6 planches
- no 186 (1963) Sans rime, ni raison - 6 planches
- no 309 (1965) Rentrée - 6 planches

### Album
- Les Divagations de M. Sait-Tout (1974 - Dargaud / réédité avec une nouvelle couverture en 1982)